# Norbert Huber
Norbert Huber (n. 3 septembrie 1964, Brunico, Trentino-Tirolul de Sud, Italia) este un sănier ce a reprezentat Italia, medaliat olimpic. A participat la 4 ediții ale Jocurilor Olimpice (1984, 1992, 1994, 1998) în care a câștigat o medalie de argint și o medalie de bronz.